# Parque nacional de los Pirineos
El Parque Nacional de los Pirineos (del francés: Parc National des Pyrénées) es un espacio protegido de 45 707 ha de superficie ubicado en la zona central de los Pirineos de Francia, en los departamentos de los Altos Pirineos y de los Pirineos Atlánticos. Protege las cimas, circos glaciares y valles de mayor interés medioambiental de la vertiente norte de la cordillera y hace frontera con España. Fue creado en el año 1967 y está gestionado por la agencia pública francesa Parcs nationaux de France. El territorio protegido, que se extiende de oeste a este longitudinalmente, protege parajes como el pico Midi d'Ossau, el pico Vignemale, el lago de Gaube, el macizo de Néouvielle y los circos glaciares de Gavarnie, Estaubé y Troumouse. 
Entre las especies animales protegidas, destacan el águila real, el buitre, el rebeco pirenaico, la marmota alpina y el oso pardo.
Desde el año 2014 se está reintroduciendo la cabra montés (capra pyrenaica victoriae) a partir de individuos procedentes de la Sierra de Guadarrama.

## Geografía

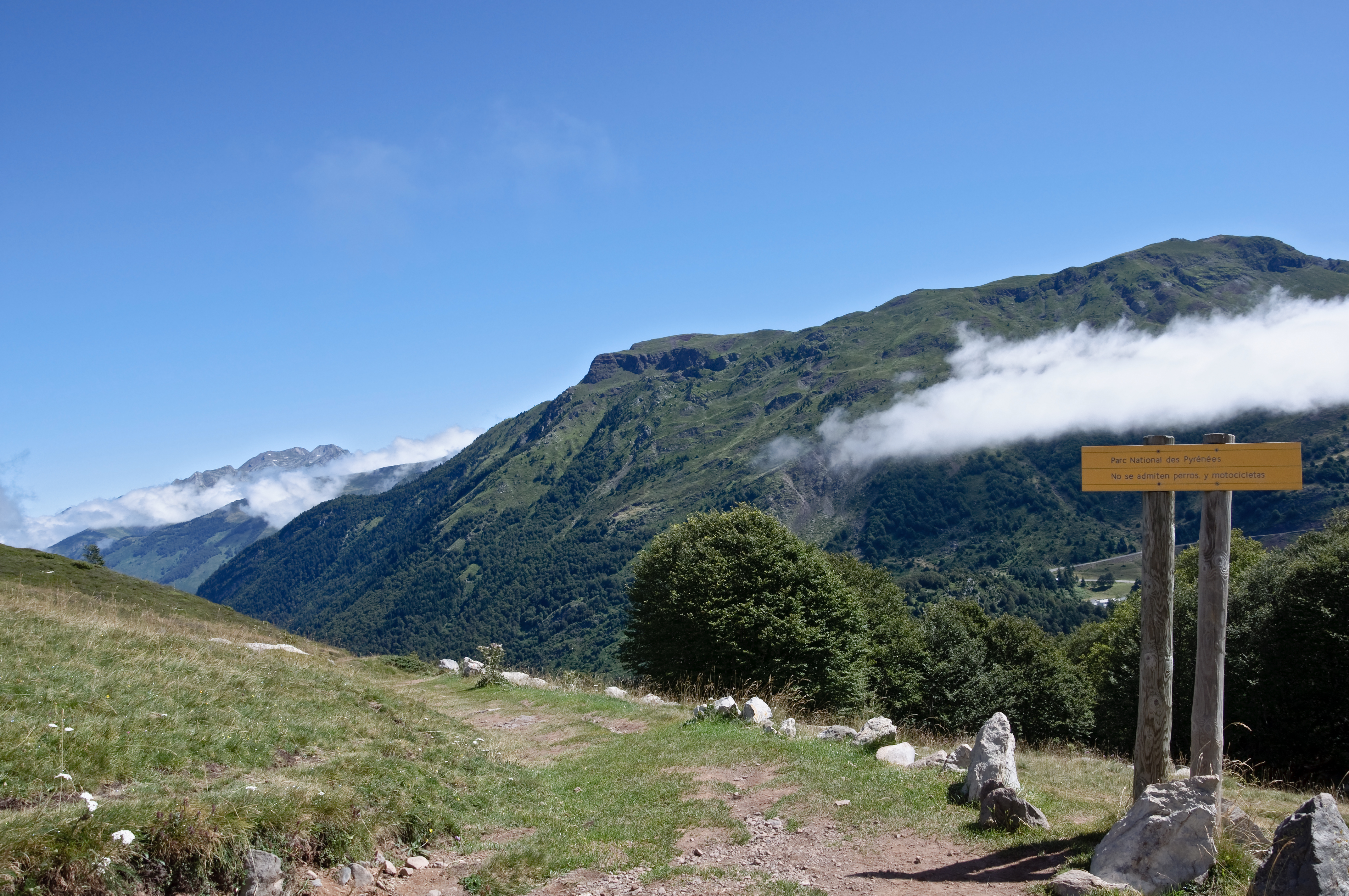
Valle de Aspe.

El parque nacional de los Pirineos incluye dos zonas: la zona central, llamada "corazón del parque" desde la ley de 2006, y la zona periférica, llamada "área óptima de adhesión". La ventaja de esta distinción es la regulación más flexible en la zona periférica, destinada a beneficiarse de las inversiones económicas, sociales y culturales para frenar el éxodo rural y desarrollar el equipamiento turístico de la región.
El corazón del parque tiene una superficie de 45 707 ha, en 15 municipios, con una altitud mínima de 1273 metros y máxima de 3298 metros (Pico Vignemale). La zona periférica tiene un área de 206,352 ha, de 65 municipios.
Desde 1997, parte del parque nacional de los Pirineos, ubicado en los Altos Pirineos, y el parque nacional de Ordesa y Monte Perdido constituyen, con algunas zonas españolas adyacentes, el conjunto Pirineos-Monte Perdido registrado en la lista del Patrimonio Mundial de la UNESCO como paisajes naturales y paisajes culturales.

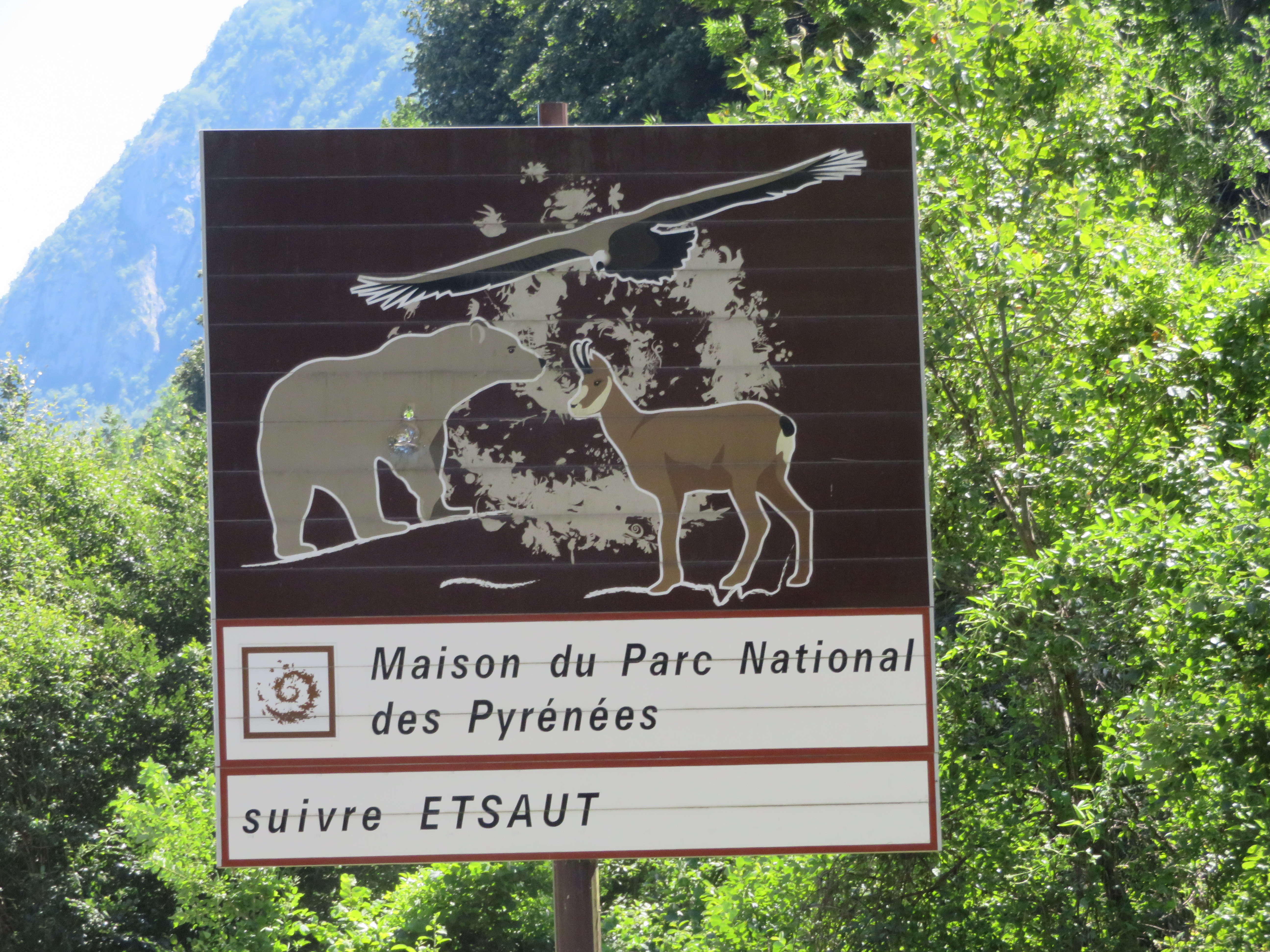
Casa del Parque Nacional en Etsaut (Parque Nacional de los Pirineos, Francia)

En Francia, en los Altos Pirineos, los circos de Gavarnie, Estaubé y Troumouse, así como el muro de Barroude, ofrecen aspectos particulares de este sitio de alta montaña. Son circos de origen glacial, con paredes altas y empinadas. El desarrollo de pastos de montaña, graneros altos es testigo de una actividad agropastoral aún presente.